# ورد فيدشنكو
ورد فيدشنكو (باللاتينية: Rosa fedtschenkoana) هو نوع من النباتات يتبع جنس الورد من الفصيلة الوردية. سمي النوع تيمنا بعالمة النبات الروسية أولغا فيدشنكو.